# سيمون كونت صقلية
سيمون هوتفيل (1093-1105) يدعى (بالفرنسية: Simon de Hauteville)‏ سيمون دو هوتفيل و (بالإيطالية: Simone D'Altavilla)‏ سيموني دالتافيلا و كان الابن البكر ووريث روجر الأول كونت صقلية و أديلايد ديل فاستو.